# ماندارین سنگاپوری
ماندارین سنگاپوری (چینی ساده‌شده: 新加坡华语، چینی سنتی: 新加坡華語، پین‌یین: Xīnjiāpō Huáyǔ)، گونه‌ای از چینی ماندارین است که در سنگاپور رایج است. این زبان یکی از چهار زبان رسمی سنگاپور در کنار انگلیسی، مالایی و تامیلی است. ماندارین سنگاپوری را می‌توان به دو گویش ماندارین سنگاپوری معیار و ماندارین سنگاپوری محاوره‌ای تقسیم کرد.